# Werkgeversaansprakelijkheid (België)
In België is de aansteller of werkgever aansprakelijk voor de schade die door zijn aangestelde of werknemer wordt veroorzaakt in de uitoefening van zijn functie.

## Rechtsgrond
De rechtsgrond voor deze aansprakelijkheid is artikel 1384, derde lid BW:

De meesters en zij die anderen aanstellen, voor de schade door hun dienstboden en aangestelden veroorzaakt in de bediening waartoe zij hen gebezigd hebben.

Door het relatief karakter van dit artikel kan het enkel worden ingeroepen door benadeelde derden, en niet door de werknemer of werkgever zelf.

## Aansteller
De aansteller of de werkgever is de persoon die voor zijn eigen rekening een ander persoon (de aangestelde) laat werken terwijl deze onder zijn gezag en toezicht staat. Een schooldirecteur is zo géén aansteller van de leerkrachten, maar de school - d.w.z. de rechtspersoon die erachter schuilgaat - zelf is dat wel. De ploegbaas die de werken leidt van een aannemingsbedrijf is niet de aansteller van de arbeiders, maar het aannemingsbedrijf zelf is wél de aansteller.
In een vereniging zonder winstoogmerk is de vzw de aansteller van de vrijwilligers.

## Toepassingsvoorwaarden
Zodat de werkgever aansprakelijk gesteld zou kunnen worden voor de fout van zijn werknemer, moet er aan drie voorwaarden cumulatief worden voldaan:
1. er is sprake van een band van aanstelling of ondergeschiktheid tussen de aansteller en de aangestelde;
2. de aangestelde heeft een fout of minstens een objectieve onrechtmatigheid begaan;
3. deze fout werd begaan in de bediening.

### Band van aanstelling
Of er een band van aanstelling bestaat, moet door de rechter in concreto worden beoordeeld. Het is dus een feitelijk begrip dat een ruime invulling krijgt in de rechtspraak. Algemeen wordt aanvaard dat deze band bestaat van zodra een persoon, voor eigen rekening, zijn gezag en toezicht kan uitoefenen op de daden van een ander. Het gezag en toezicht moet dus niet effectief worden uitgeoefend: enkel de mogelijkheid om zulks te doen is vereist.
De aansteller moet bevel en richtlijnen kunnen geven, opdrachten kunnen opleggen en controle kunnen uitoefenen of de indruk gewekt hebben dat te kunnen doen (schijnleer).
Vaak zal de band van aanstelling blijken uit een arbeidsovereenkomst tussen de aansteller en de aangestelde, maar hieruit mag echter niet worden afgeleid dat de werknemer steeds handelt als aangestelde van zijn werkgever. Het omgekeerde kan ook: zelfs zonder het bestaan van een arbeidsovereenkomst kan er sprake zijn van een band van aanstelling.
Bij uitzendkrachten zal men ook moeten kijken naar de persoon die feitelijk toezicht en controle kan uitoefenen. Dit kan ofwel de uitzender of de effectieve werkgever zijn.

### Minstens een objectieve onrechtmatigheid
De aangestelde moet een fout of minstens een objectieve onrechtmatigheid hebben begaan, ofwel zelf kwalitatief aansprakelijk kan worden gesteld. De benadeelde kan dan kiezen om ofwel de aansteller - op basis van art. 1384, derde lid BW - ofwel de aangestelde - op basis van 1382-1383 BW - aan te spreken. Meestal is het voordeliger om de werkgever aan te spreken, omdat die solvabeler is. Een andere reden is dat de werknemer zich vaak zal kunnen beroepen op zijn werknemersimmuniteit.

### In de bediening
De werknemer of aangestelde moet de fout hebben begaan in de bediening waarvoor hij werd aangesteld. De rechtspraak geeft hieraan een zeer ruime interpretatie: de werkgever kan soms zelfs aansprakelijk worden gesteld indien zijn werknemer een fout begaat buiten de bediening. Het volstaat wanneer de fout werd begaan tijdens de bediening én ermee verband houdt, zelfs al is dit onrechtstreeks en occasioneel.
In eerste instantie volstaat het dus wanneer de fout zich voordoet tijdens de bediening. Dit houdt in principe in dat de fout gebeurt tijdens de werkuren, maar zelfs hierbuiten kan de fout worden beschouwd als begaan binnen de werkuren. Een technicus die naar huis rijdt na een herstelling bij een klant te hebben uitgevoerd, handelt tijdens de bediening. Ten tweede moet de fout minstens onrechtstreeks en occasioneel verbang houden met de bediening. "Enig" verband volstaat.
Zelfs in het geval van misbruik van functie kan de werkgever worden aangesproken. Een aangestelde pleegt misbruik van functie wanneer hij zijn functie aanwendt voor persoonlijke doeleinden of doeleinden die vreemd zijn aan zijn te volbrengen opdracht.
De werkgever kan deze aansprakelijkheid ontlopen indien hij aantoont dat:
1. de aangestelde buiten bediening handelde;
2. de aangestelde zonder toestemming handelde;
3. de aangestelde misbruik van functie pleegde.

Hij kan zich ook bevrijden door de eigen fout van het slachtoffer in te roepen. Het slachtoffer begaat een fout wanneer het zelf wist of behoorde te weten dat de aangestelde misbruik van functie pleegde.

## Onweerlegbaar aansprakelijkheidsvermoeden
Indien de werknemer een fout begaat tijdens zijn bediening, dan wordt de werkgever onweerlegbaar vermoed aansprakelijk te zijn voor de schade die hieruit voortkomt. Hij kan dit vermoeden niet weerleggen. De werkgever kan wel proberen aan te tonen dat niet voldaan is aan de toepassingsvoorwaarden, of zich eventueel beroepen op de fout van het slachtoffer (indien die er is). Hij kan ook een vreemde oorzaak of overmacht inroepen.